# Саррацения алабамская
Саррацения алабамская (лат. Sarracenia alabamensis) — вид насекомоядных растений рода Саррацения (Sarracenia), семейства Саррацениевые (Sarraceniaceae), произрастающий на территории США (Алабама, Флорида и Миссисипи).

## Название
Родовое латинское название дано в честь Мишеля Сарразена — канадского хирурга, врача, учёного и естествоиспытателя.
Видовой латинский эпитет alabamensis указывает на штат США Алабама, где это растение встречается в природе.

## Ботаническое описание

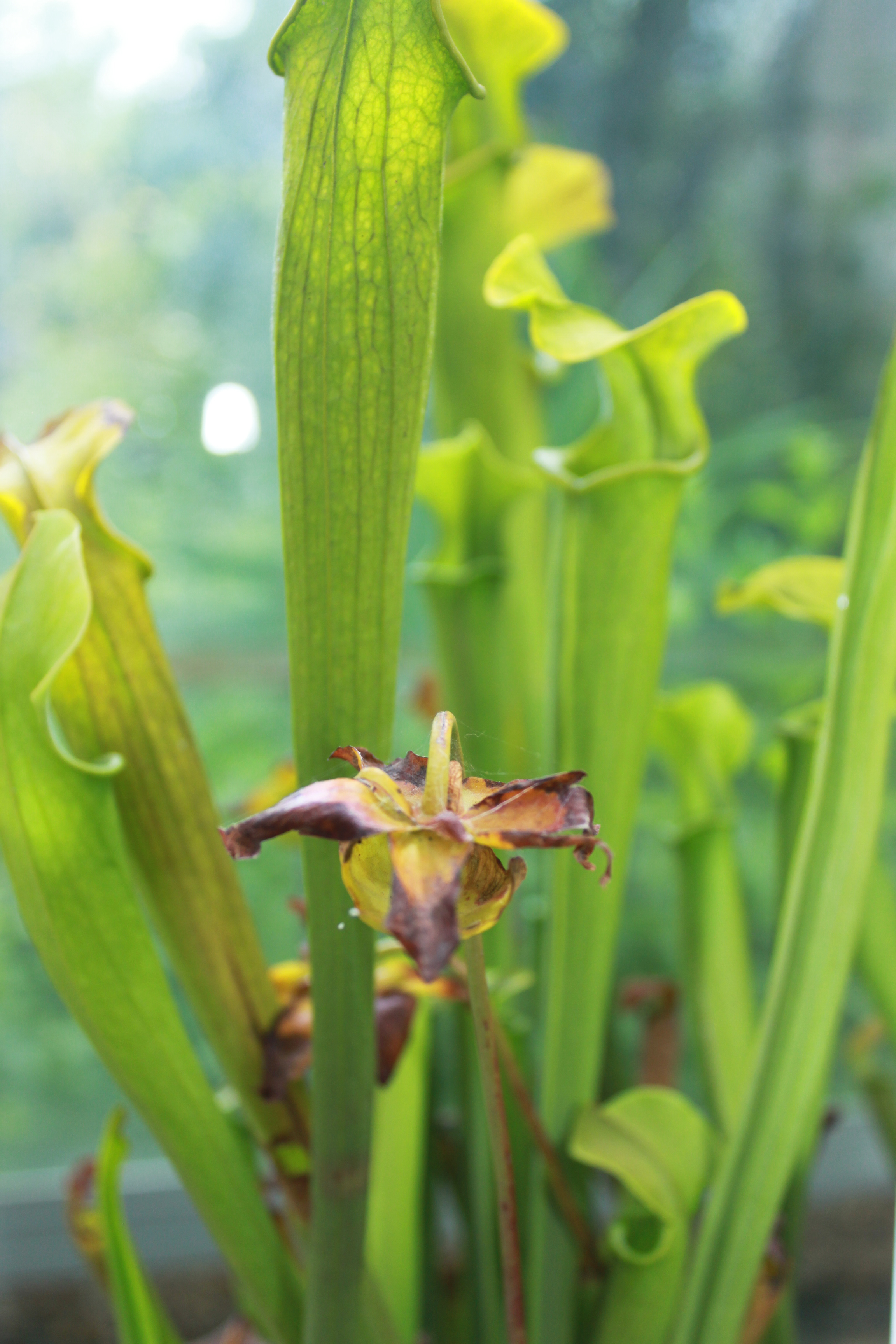
Цветок и длинные кувшины

Растения образуют куртины. Корневища имеют диаметр от 0,5 до 1,5 см. Кувшины могут быть свисающими, лежачими или прямостоячими. Они обычно имеют тускло-зеленый или желто-зеленый цвет, но часто окрашены в оттенки от бронзового до красного. Основные жилки на внутренней поверхности дистальной трубки кувшина могут быть от темно-бордовых до красно-фиолетовых. Длина кувшинов составляет от 8 до 72 см, они мягкие и имеют густую опушенную наружную поверхность. Крылья кувшина имеют ширину от 0,3 до 1,5 см, а устье имеет овальную форму с диаметром от 0,7 до 6,7 см. Кайма вокруг устья может быть желто-зеленой или реже красной, слабо закрученной, и иметь заметное вывернутое углубление непосредственно дистальнее крыла, создавая носик над крылом. Капюшон загнут адаксиально и значительно закрывает отверстие. Он может быть от тускло-зеленого до желто-зеленого цвета с оттенком от бронзового до красного. Жилки на абаксиальной поверхности капюшона окрашены нечетко, в то время как жилки на адаксиальной поверхности могут быть окрашены в красный только на основных жилках. Окрашенная часть иногда простирается от дистальной до проксимальной половины капюшона и шеи. Капюшон имеет яйцевидную форму и волнистую текстуру, с размерами от 0,8 до 9 см в длину и ширину. Основание капюшона сердцевидное, шейка имеет размер от 0,5 до 1,5 см, а вершина — от 1 до 3 мм. Адаксиальная поверхность капюшона может быть голой или покрытой волосками длиной до 0,5 мм. Филлодии обычно отсутствуют, но иногда могут быть прямостоячими или лежачими. Они имеют обратноланцетную форму и размеры около 15-20 см в длину и 1-2 см в ширину. Черешки имеют размеры от 1 до 2 см и от 14 до 57 см, и обычно примерно равны длине кувшинов. Прицветники имеют размер от 0,4 до 1 см. Цветки умеренно ароматные. Чашелистики имеют бордово-зеленый цвет и размеры около 2-3 см в длину и 1-2 см в ширину (края сильно загнуты абаксиально после цветения). Лепестки бордовые, с обратнояйцевидными дистальными частями, размером около 2,5-4 см в длину и 1,2-2,8 см в ширину, с приподнятыми краями. Диск зеленого цвета имеет диаметр от 2,5 до 4 см. Коробочки имеют диаметр от 0,6 до 1,2 см, а семена — размер от 1,2 до 1,5 мм.

## Таксономия
Sarracenia alabamensis Case & R.B.Case, первое упоминание в Sida 21: 2169 (2005).

### Синонимы
Гомотипные (основанные на одном и том же номенклатурном типе):
- Sarracenia rubra subsp. alabamensis (Case & R.B.Case) S.McPherson & D.E.Schnell (2011)

### Подвиды
Подтвержденные подвиды по данным сайта Plants of the World Online на 2023 год:
- Sarracenia alabamensis subsp. alabamensis
- Sarracenia alabamensis subsp. wherryi (D.E.Schnell) Case & R.B.Case